# Tycho Brahe (krater på Mars)
För andra betydelser, se Tycho Brahe (olika betydelser).
Tycho Brahe är en nedslagskrater på planeten Mars namngiven efter astronomen Tycho Brahe. Den ligger i  Cerberus hemisfären vid koordinaterna 49.5° S, 214° V, vilket är ett område som ligger sydöst om Martz och öster om Hellas Basin.